# L0pht Heavy Industries
L0pht Heavy Industries (prononcer loft) était un groupe de hackers réputé, basé à Boston, dans l'état du Massachusetts, aux États-Unis d'Amérique, entre 1992 et 2000.
En janvier 2000, L0pht Heavy Industries fusionne avec la startup @stake, qui a par la suite été achetée par Symantec en 2004.
Leur logiciel L0phtcrack est un logiciel d'audit de mots de passe sur les réseaux et systèmes Microsoft, utilisant un dictionnaire de mots de passe dit hybride (dictionnaire auquel s'ajoutent toutes les possibilités de combinaison avec caractères alphanumériques et symboles) ainsi que la possibilité de le faire fonctionner en mode distribué (ou cluster, plusieurs PC sont utilisés en même temps pour le même travail d'audit) avec une interface graphique qui estime le temps nécessaire pour essayer toutes les combinaisons.